# Slowakische Fußballnationalmannschaft der Frauen
Die slowakische Fußballnationalmannschaft der Frauen repräsentiert die Slowakei im internationalen Frauenfußball. Die Nationalmannschaft ist dem slowakischen Fußballverband unterstellt und wird von Peter Kopúň trainiert. Die slowakische Auswahl gehört sportlich zu den unterdurchschnittlich starken Mannschaften und konnte sich bisher nicht für ein großes Turnier qualifizieren. Die FIFA führt in der Statistik der Slowakei ebenso wie in der Statistik der Tschechischen Republik die Spiele der Tschechoslowakei auf, die zwischen 1986 und 1992 28 Spiele bestritt. Nach der Trennung führten beide Mannschaften ihre ersten beiden Spiele gegeneinander aus. Das 0:17 gegen Norwegen am 19. September 1995 ist eine der höchsten Niederlagen einer europäischen Mannschaft.
In der Qualifikation zur WM 2011 traf die Mannschaft auf Norwegen, die Niederlande, Belarus und Mazedonien. Zwei Siegen gegen Mazedonien standen sechs Niederlagen gegen die anderen drei Mannschaften gegenüber, so dass nur der vorletzte Platz erreicht wurde.
In der Qualifikation zur EM 2013 traf die Mannschaft auf Finnland, die Ukraine, erneut auf Belarus und Estland. Zwei Siegen gegen Estland und einem Sieg gegen Belarus standen ein Remis und vier Niederlagen gegen die anderen Mannschaften gegenüber, so dass wieder nur der vorletzte Platz erreicht wurde.
In der FIFA-Weltrangliste pendelten die Slowakinnen in den letzten Jahren zwischen Platz 34 im Dezember 2006 und Platz 47.

## Turnierbilanz

### Weltmeisterschaft
| - 1991: Teil der Tschechoslowakei, die sich nicht qualifizieren konnte. - 1995: nicht qualifiziert - 1999: nicht qualifiziert - 2003: nicht qualifiziert | - 2007: nicht qualifiziert - 2011: nicht qualifiziert - 2015: nicht qualifiziert - 2019: nicht qualifiziert - 2023: nicht qualifiziert |

### Europameisterschaft
| - 1984: Nicht teilgenommen – Teil der Tschechoslowakei, die nicht teilnahm. - 1987: Nicht teilgenommen – Teil der Tschechoslowakei, die nicht teilnahm. - 1989: Nicht teilgenommen – Teil der Tschechoslowakei, die im Viertelfinale ausschied. - 1991: Nicht teilgenommen – Teil der Tschechoslowakei, die sich nicht qualifizieren konnte. - 1993: Nicht teilgenommen – Teil der Tschechoslowakei, die sich nicht qualifizieren konnte. - 1995: nicht qualifiziert - 1997: nicht qualifiziert, Abstieg aus der Kategorie A | - 2001: nicht qualifiziert - 2005: zurückgezogen - 2009: nicht qualifiziert - 2013: nicht qualifiziert - 2017: nicht qualifiziert - 2022: nicht qualifiziert - 2025: nicht qualifiziert |

### Olympische Spiele
Die Qualifikation erfolgte bis 2020 über die WM-Endrunde, ab 2024 über die UEFA Women’s Nations League.
| - 1996: nicht qualifiziert - 2000: nicht qualifiziert - 2004: nicht qualifiziert - 2008: nicht qualifiziert | - 2012: nicht qualifiziert - 2016: nicht qualifiziert - 2020: nicht qualifiziert - 2024: Keine Möglichkeit sich zu qualifizieren |

### Nations League
- 2023/24: Liga B2 – 3. Platz, Relegationsspiel gegen Lettland

### Zypern-Cup
- 2018: 10. Platz
- 2019: 12. Platz (letzter Platz)

## Spiele gegen Nationalmannschaften deutschsprachiger Länder
Alle Ergebnisse aus slowakischer Sicht.

### Deutschland
| Datum             | Ort          | Ergebnis | Anlass           |
| ----------------- | ------------ | -------- | ---------------- |
| 25. Oktober 1995  | Bratislava   | 0:3      | EM-Qualifikation |
| 11. April 1996    | Unterhaching | 0:2      | EM-Qualifikation |
| 23. November 2013 | Žilina       | 0:6      | WM-Qualifikation |
| 8. Mai 2014       | Osnabrück    | 1:9      | WM-Qualifikation |

### Schweiz
| Datum            | Ort                 | Ergebnis | Anlass |
| ---------------- | ------------------- | -------- | ------ |
| 19. Oktober 1994 | Oberägeri           | 0:3      |        |
| 2. Mai 1995      | Prag                | 0:1      |        |
| 29. August 1998  | Brezová pod Bradlom | 0:2      |        |
| 29. März 2003    | Köniz               | 0:4      |        |

### Österreich
| Datum             | Ort               | Ergebnis | Anlass           |
| ----------------- | ----------------- | -------- | ---------------- |
| 9. Mai 1995       | Horn              | 1:3      |                  |
| 20. August 1995   | Dubnica nad Váhom | 3:0      |                  |
| 5. Oktober 1997   | Neulengbach       | 2:0      |                  |
| 1. August 1998    | Púchov            | 0:2      |                  |
| 8. Mai 2004       | Leopoldsdorf      | 0:3      | EM-Qualifikation |
| 21. August 2004   | Senec             | 2:3      | EM-Qualifikation |
| 24. August 2011   | Laa an der Thaya  | 4:0      |                  |
| 4. März 2015      | Poreč (HRV)       | 1:1      | Istrien Cup 2015 |
| 4. März 2019      | Larnaka (CYP)     | 0:1      | Zypern-Cup 2019  |
| 23. Februar 2021  | Paola (MLT)       | 0:1      |                  |
| 15. November 2022 | Wiener Neustadt   | 0:3      |                  |